# Ribeirão Campo Triste
O ribeirão Campo Triste é um curso de água situado no município de Três Lagoas, no leste do estado de Mato Grosso do Sul, Brasil.